# Euproctis raddei
Euproctis raddei är en fjärilsart som beskrevs av Otto Staudinger 1887. Euproctis raddei ingår i släktet Euproctis och familjen tofsspinnare. Inga underarter finns listade i Catalogue of Life.